# Schleuderkegelkolonne
Die Schleuderkegelkolonne (englisch Spinning Cone Column, kurz SCC) ist ein Gerät, um flüchtige Verbindungen aus Wein abzutrennen (Weinfraktionierung). Es handelt sich um eine Rektifikationskolonne mit rotierenden kegelförmigen Einsätzen. Sie kann zur Entschwefelung, Herstellung von Aromakonzentraten und Entalkoholisierung oder Teilentalkoholisierung eingesetzt werden. Im Gegensatz zur Vakuumdestillation, bei welcher Aroma verloren geht, ist bei der Schleuderkegelkolonne eine Rückführung der Aromafraktion in einer zweiten Stufe möglich.
An der Unterseite der Kegel sind Rippen angebracht, die für Turbulenzen in der Gasphase und somit einen intensiven Stoffaustausch zwischen Flüssigkeit und Dampf sorgen. Die Arbeitstemperaturen sind dabei zur Vermeidung von Hitzeschädigungen am Produkt sehr mild.
Die Technologie wurde ursprünglich in Australien für die Aromenextraktion in der Lebensmittelindustrie entwickelt. Neben den gängigen Aromaextraktionsverfahren ist sie in Deutschland zur Reduzierung des Alkoholgehaltes in Bier und Wein erlaubt. Auch in Australien und den USA wird sie hauptsächlich zur Reduktion des Alkoholgehalts verwendet. Weniger als 10 % der Weinflüssigkeiten werden dabei bearbeitet und dann dem restlichen Wein wieder zugesetzt. Eine Aufteilung der Aromafraktionen ist nicht möglich. Die Anlagen sind teuer.